# ジャッキー/ファーストレディ 最後の使命
『ジャッキー/ファーストレディ 最後の使命』（ジャッキー ファーストレディ さいごのしめい、Jackie）は、2016年のアメリカ合衆国の伝記ドラマ映画。パブロ・ラライン監督、ノア・オッペンハイム脚本。出演はナタリー・ポートマン、グレタ・ガーウィグ、ピーター・サースガード、マックス・カセラ、ベス・グラント、ジョン・ハートらである。第73回ヴェネツィア国際映画祭のコンペティション部門で上映され、金獅子賞を争い、脚本賞を受賞した。

## あらすじ
1963年、アメリカ合衆国第35代大統領ジョン・F・ケネディの暗殺事件の一週間後、一人のジャーナリストがマサチューセッツ州の閑静な屋敷を訪れた。彼を呼び出したのは、ファーストレディだった未亡人のジャクリーン・ケネディ（愛称ジャッキー）で、巷に広まっているケネディ評に満足できず、真実を語る為にインタビューの場を設けたのだ。取材メモは全てチェックすると言うジャッキーに対し「夫人が見た事実ですね」と、ジャッキーに都合の良い記事になることを皮肉交じりに承諾するジャーナリスト。
ダラスの暗殺現場に立ち会って「良かった」と語るジャッキー。もし欠席していたら、歴史的な瞬間に自分の存在が記録されず、それを恐れての発言だった。2年前にホワイトハウスを紹介するテレビ番組に案内役として主演した事に触れるジャーナリスト。ジャッキーはホワイトハウスを大改装して歴史的な家具や絵画を購入し、美しく価値ある館に変えたが、一方で「浪費しすぎる女」と呼ばれていた。だが、映像のジャッキーは気品があり、番組も好評を博してエミー賞を受賞した。アメリカの偉大さを伝える為の改修だったと語るジャッキーに対し、ケネディ“王国”の伝統を築く最初の1日だったと指摘するジャーナリスト。
ダラス到着から暗殺後までを回想するジャッキー。事件後に大統領専用機に戻ったジャッキーは、顔に付いた血糊は拭ったが、血まみれの服を着替えることは拒否し、ワシントン到着時も、隠れて後部ドアから降りるという案を蹴って記者陣やカメラの前に立った。
ケネディの国葬は死の3日後に設定された。夫の葬儀を美しく壮麗に執り行う為に、リンカーン大統領の歴史的な葬列について調べさせ、6頭立ての馬車やバグパイプ隊を用意させるジャッキー。ケネディ家の墓所ではなくアーリントン国立墓地でジャッキー自身が場所を選び、ホワイトハウスから教会まで棺に付いて歩くとも主張した。危険だと反対意見が多かったが、各国の要人も葬送行進に加わることを求められた。その一方で転居の荷造りに取り掛かるジャッキー。新大統領のジョンソンとその家族にホワイトハウスを明け渡さなければならないのだ。
リンカーン夫人は極貧のうちに亡くなったとジャーナリストに語るジャッキー。ケネディ家の一員だが、ジャッキー自身はあまり財産を持っていない様子だった。タバコを何本も吸いながら夫を称え、「タバコは吸わない」と記者に書かせるジャッキー。リンカーン程の功績は無いのに大袈裟だと非難された葬列についても、「もっと馬を揃え、記者を呼ぶべきだった！」と叫び、それを書くことは許さなかった。
信頼する司祭と極秘で会うジャッキー。彼女は葬儀の直前に虚栄心を恥じ、危険な葬送行進を中止しようとしていた。しかし再び考えを変えて行進を決行した。葬儀に関して要求した多大な負担は夫のためではなく「自分のためだった」と、司祭に打ち明けるジャッキー。
インタビューの最後にジャーナリストはジャッキーに対し、「葬儀での威厳と崇高さに満ちた貴女の姿を人々は忘れない」と微笑んだ。

## キャスト
※括弧内は日本語吹替
- ジャクリーン・"ジャッキー"・ケネディ・オナシス - ナタリー・ポートマン（坂本真綾）
- ロバート・F・ケネディ - ピーター・サースガード（中谷一博）
- ナンシー・タッカーマン（英語版） - グレタ・ガーウィグ（鶏冠井美智子）
- ジャーナリスト - ビリー・クラダップ（志賀麻登佳）
- 神父 - ジョン・ハート（立川三貴）
- ビル・ウォルトン（英語版） - リチャード・E・グラント
- ジョン・F・ケネディ - キャスパー・フィリップソン
- リンドン・B・ジョンソン - ジョン・キャロル・リンチ
- レディ・バード・ジョンソン - ベス・グラント
- ジャック・ヴァレンティ（英語版） - マックス・カセラ

## 製作
2010年4月、レイチェル・ワイズがタイトルロール、ダーレン・アロノフスキーが監督・製作を務める予定であると発表された。2012年9月、フォックス・サーチライト・ピクチャーズはジャクリーン・"ジャッキー"・ケネディ・オナシス役にナタリー・ポートマンへオファーを出しており、彼女は監督次第で関与するつもりであることが報じられた。ワイズとアロノフスキーは両者の破局後に降板した。2015年5月、ポートマンの出演が報じられた。また監督はパブロ・ラライン、プロデューサーはアロノフスキー、スコット・フランクリン、フアン・デ・ディオス・ララインが務めることが発表された。2015年10月、ピーター・サースガードがロバート・F・ケネディ役を務めることが発表された。同月、グレタ・ガーウィグがキャストに加わった。製作にはLDエンターテインメントと中国のブリス・メディアも加わった。映画音楽はミカ・レヴィが作曲した。

### 撮影
主要撮影は2015年12月16日にフランスのパリで始まった。2016年2月28日、ワシントンD.C.ダウンタウンでJFKの葬儀の場面が撮影された。

## 公開
第73回ヴェネツィア国際映画祭及び第41回トロント国際映画祭で上映される。

## 評価

### 受賞
| 年   | 映画賞                                 | 賞                               | 対象                     | 結果       | 出典          |
| ---- | -------------------------------------- | -------------------------------- | ------------------------ | ---------- | ------------- |
| 2016 | 第22回クリティクス・チョイス・アワード | 主演女優賞                       | ナタリー・ポートマン     | 受賞       | [ 15 ]        |
| 2016 | 第22回クリティクス・チョイス・アワード | 衣装デザイン賞                   | マデリーン・フォンテイン | 受賞       | [ 15 ]        |
| 2016 | 第22回クリティクス・チョイス・アワード | メイクアップ＆ヘアスタイリング賞 |                          | 受賞       | [ 15 ]        |
| 2016 | 第37回ボストン映画批評家協会賞         | 音楽賞                           | ミカ・レヴィ             | 受賞       | [ 16 ]        |
| 2017 | 第74回ゴールデングローブ賞             | 主演女優賞 (ドラマ部門)          | ナタリー・ポートマン     | ノミネート | [ 17 ] [ 18 ] |
| 2017 | 第21回美術監督組合（ADC賞）            | 時代映画部門                     |                          | ノミネート | [ 19 ]        |
| 2017 | 第70回英国アカデミー賞                 | 主演女優賞                       | ナタリー・ポートマン     | ノミネート | [ 20 ]        |
| 2017 | 第70回英国アカデミー賞                 | 作曲賞                           | ミカ・レヴィ             | ノミネート | [ 20 ]        |
| 2017 | 第70回英国アカデミー賞                 | 衣裳デザイン賞                   | マデリーン・フォンテイン | 受賞       | [ 20 ]        |